# Шам-Ромен
Шам-Роме́н (фр. Champs-Romain) — коммуна во Франции, находится в регионе Аквитания. Департамент — Дордонь. Входит в состав кантона Ле-Перигор-вер-нонтронне. Округ коммуны — Нонтрон.
Код INSEE коммуны — 24101.

## География

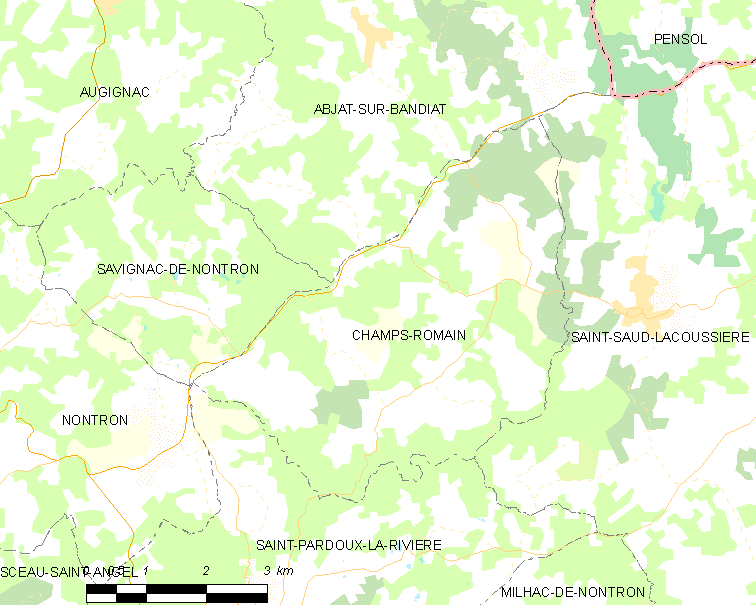
Карта коммуны

Коммуна расположена приблизительно в 390 км к югу от Парижа, в 135 км северо-восточнее Бордо, в 39 км к северу от Перигё.
На юго-востоке коммуны протекает река Дрон.

### Климат
Климат умеренный океанический со средним уровнем осадков, которые выпадают преимущественно зимой. Лето здесь долгое и тёплое, однако также довольно влажное, здесь не бывает регулярных периодов летней засухи. Средняя температура января — 5 °C, июля — 18 °C. Изредка вследствие стечения неблагоприятных погодных условий может наблюдаться непродолжительная засуха или случаются поздние заморозки. Климат меняется очень часто, как в течение сезона, так и год от года.

## Население
Население коммуны на 2010 год составляло 312 человек.
| 1962 | 1968 | 1975 | 1982 | 1990 | 1999 | 2010 |
| ---- | ---- | ---- | ---- | ---- | ---- | ---- |
| 433  | 410  | 373  | 332  | 331  | 328  | 312  |

## Администрация
| Период | Период | Фамилия         | Партия       | Примечания        |
| ------ | ------ | --------------- | ------------ | ----------------- |
| 2001   | 2008   | Элизабет Боннар |              |                   |
| 2008   | 2020   | Ги Ластер       | беспартийный | почтовый служащий |

## Экономика
В 2010 году среди 178 человек трудоспособного возраста (15-64 лет) 121 были экономически активными, 57 — неактивными (показатель активности — 68,0 %, в 1999 году было 70,6 %). Из 121 активных жителей работали 115 человек (62 мужчины и 53 женщины), безработных было 6 (4 мужчины и 2 женщины). Среди 57 неактивных 9 человек были учениками или студентами, 32 — пенсионерами, 16 были неактивными по другим причинам.

## Фотогалерея

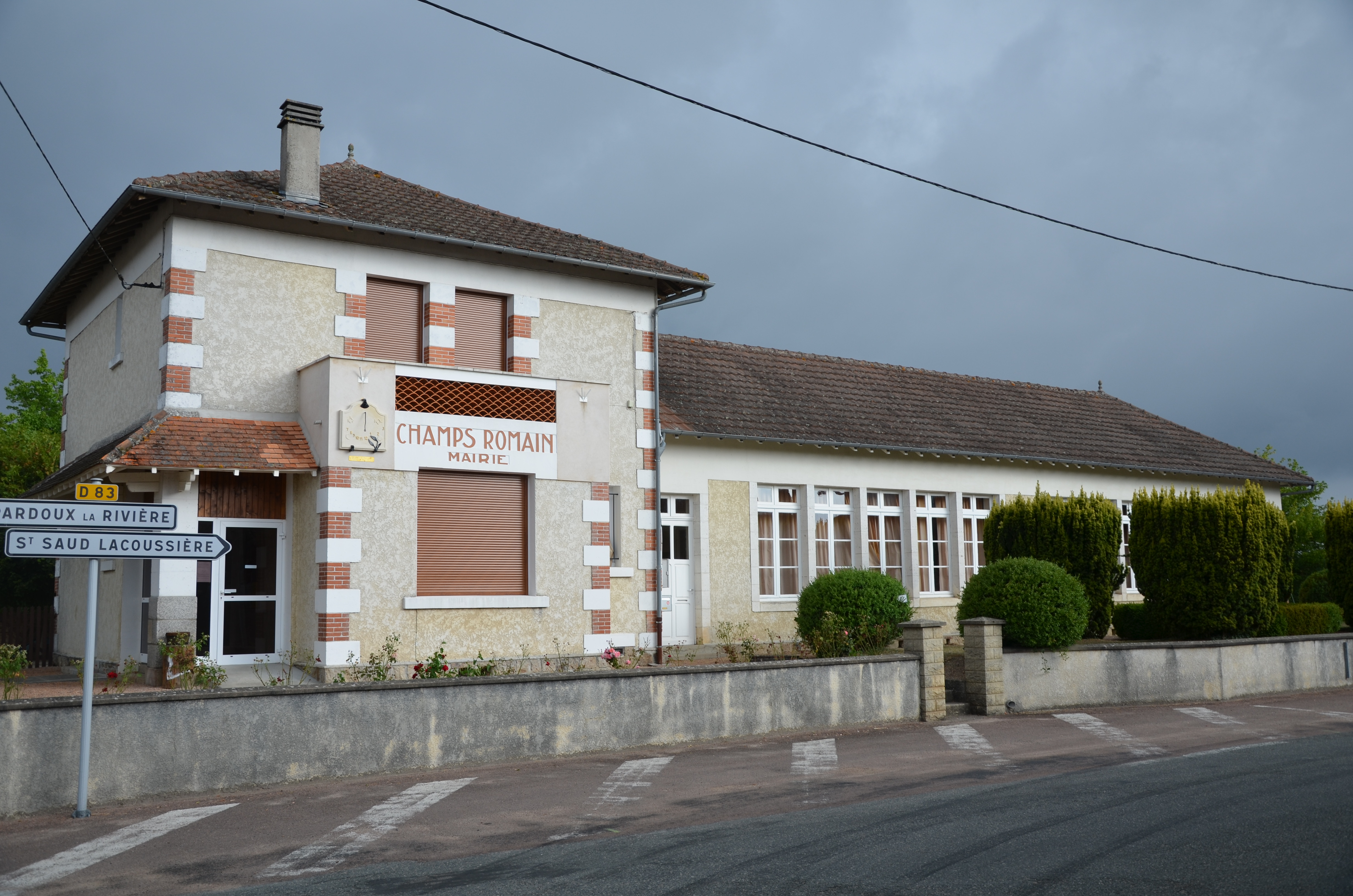
Мэрия
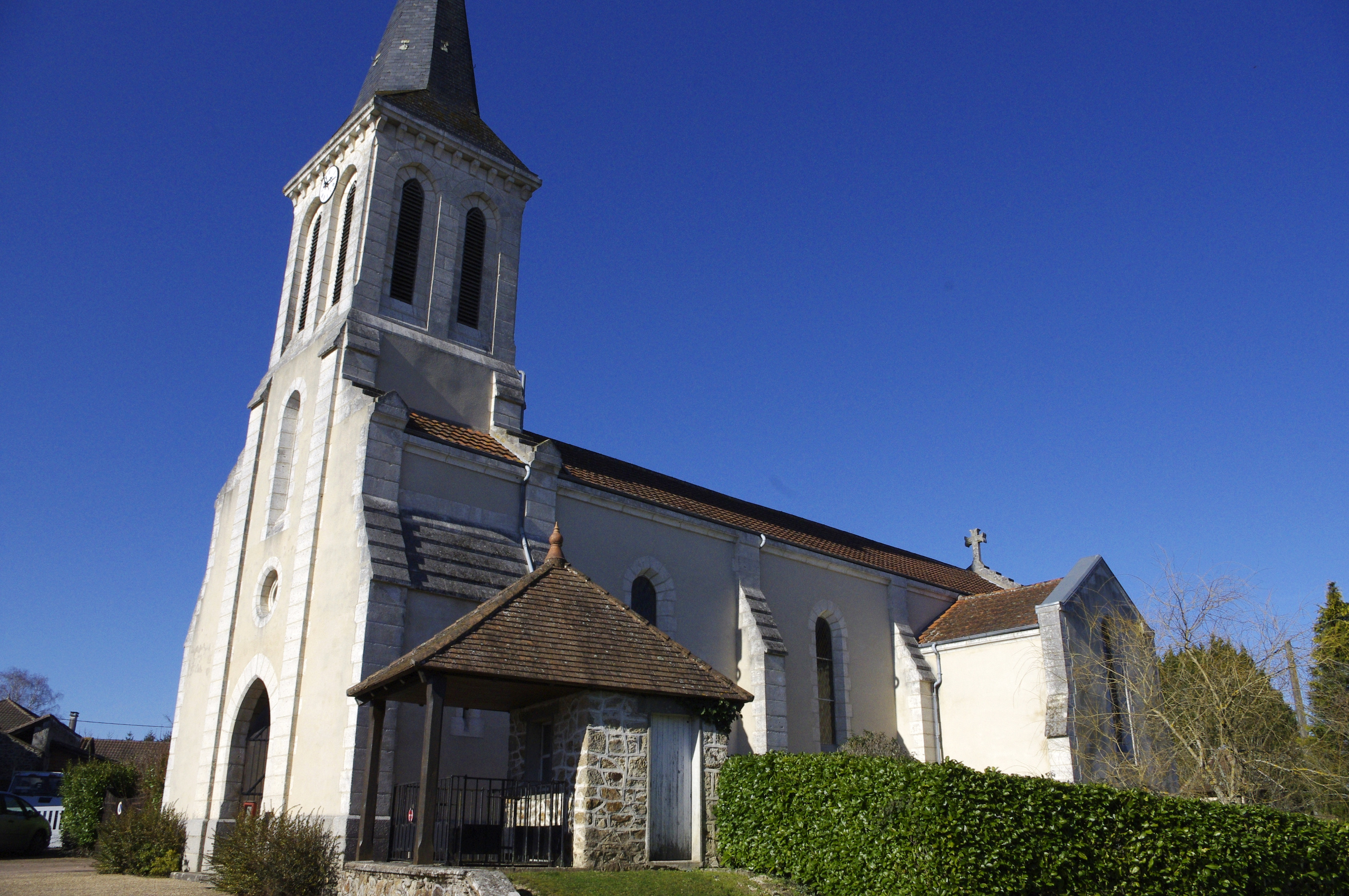
Церковь Св. Авита
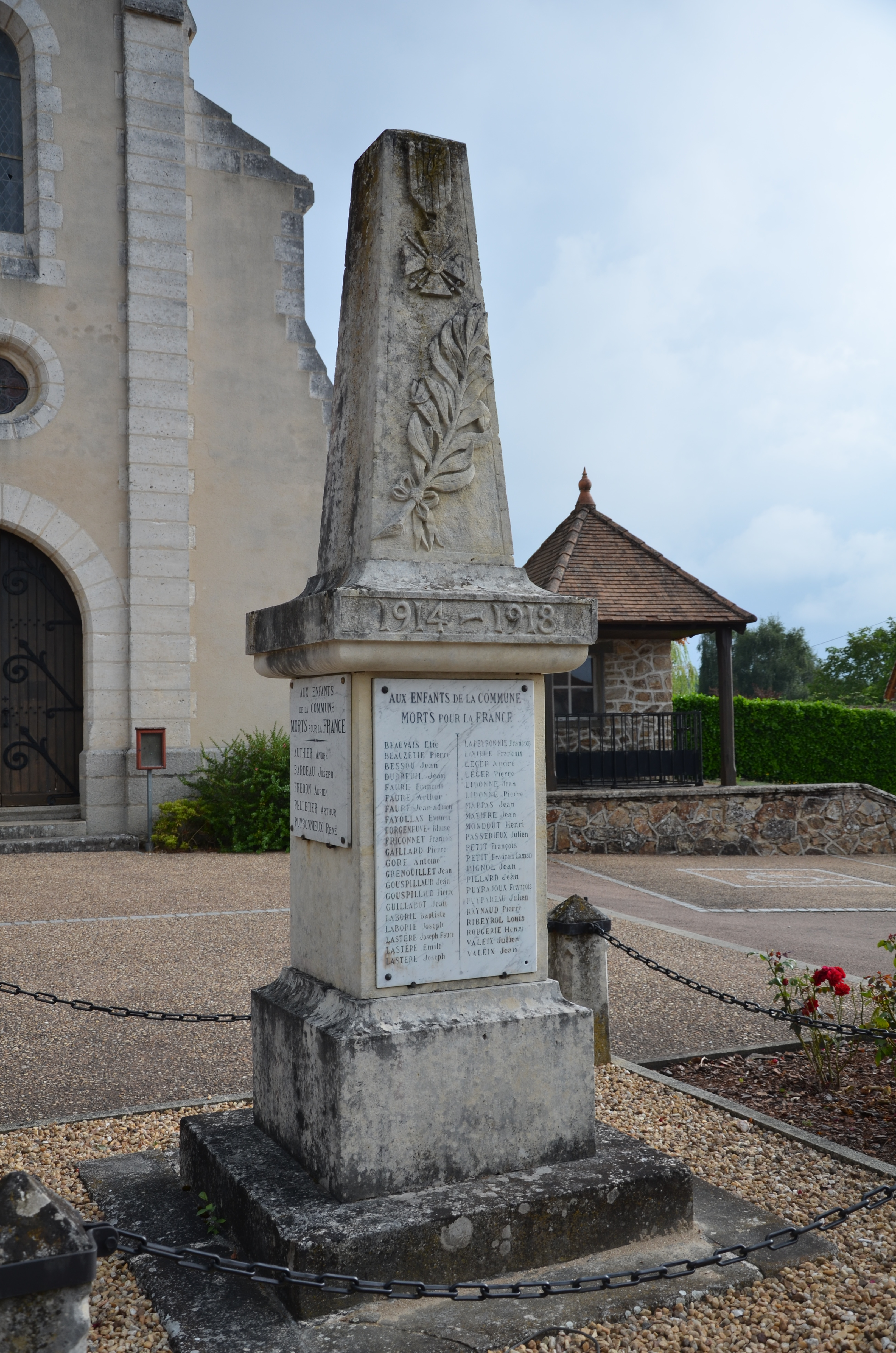
Военный мемориал
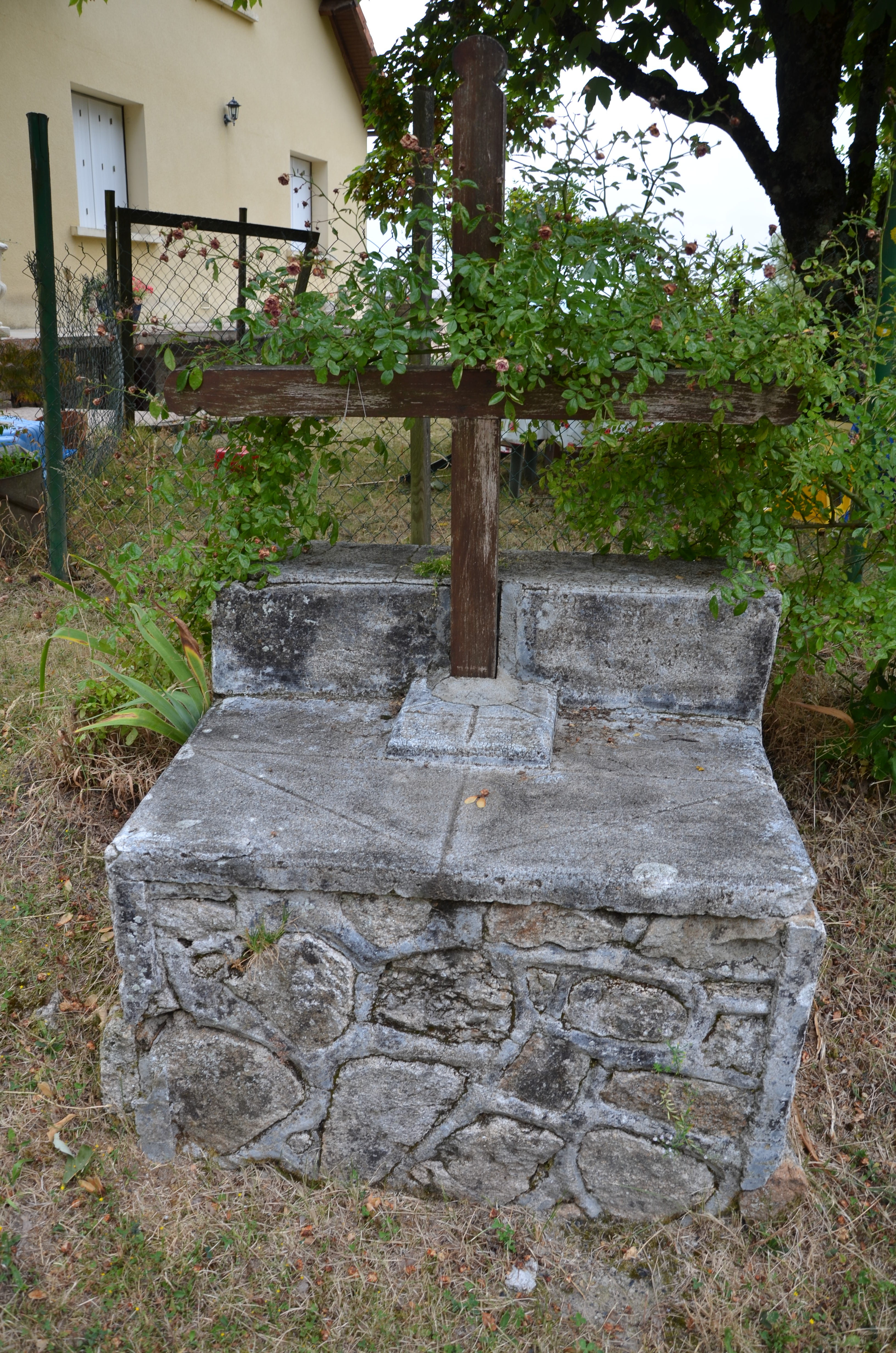
Придорожный крест